# Pokerface

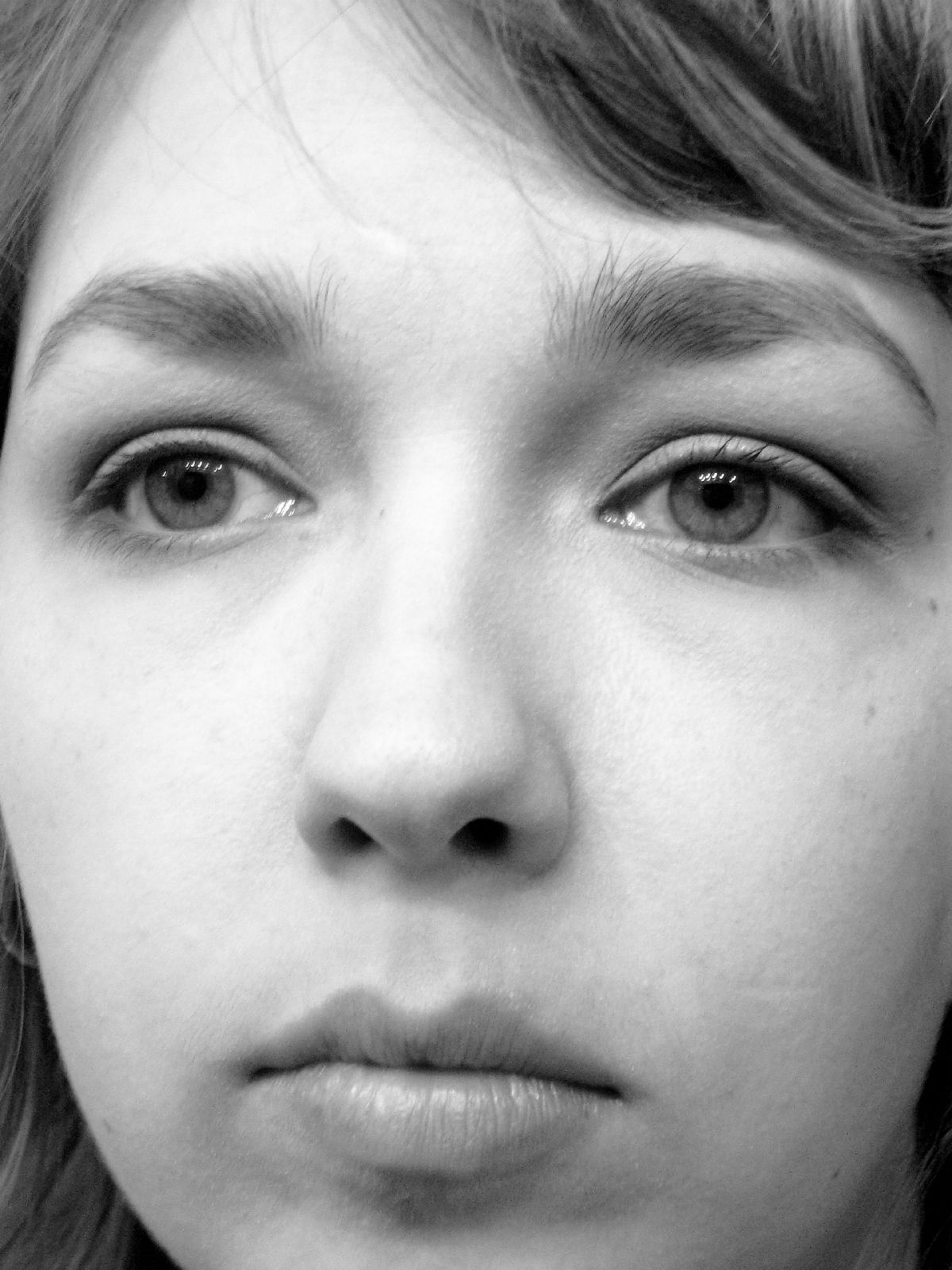
Eine Frau mit Pokerface

Das Pokerface (von englisch poker face, zu Deutsch Pokergesicht) bezeichnet ein emotionsloses Gesicht. Der Begriff entstammt dem Pokerspiel, bei dem der Verzicht auf jegliche Mimik ein wichtiges Spielelement darstellt. Durch die demonstrativ zur Schau gestellte Emotionslosigkeit versucht ein Spieler, den Kontrahenten keine Rückschlüsse auf die Bewertung der eigenen Karten zu ermöglichen, welche jene anhand etwaiger Reaktionen bzw. des Verhaltens des Spielers erlangen könnten. Im Pokerspiel selbst bezeichnet man das Gegenstück zum Pokerface als Tell.
Der Begriff wird häufig im Alltag gebraucht, wenn eine Person in einer angespannten Situation keine Regung zeigt, z. B. bei Verhandlungen oder vor wichtigen Veranstaltungen.